# رود آسل
رود آسل (انگلیسی: Assel River) یک رودخانه در استان اورنبورگ کشور روسیه است.